# The Lost Lie
The Lost Lie er en amerikansk stumfilm fra 1918 af King Vidor.

## Medvirkende
- Ruth Hampton
- Mike O'Rourke
- William Vaughn
- Judge Willis Brown